# Puente Carraia
El puente Carraia es un puente que cruza el río Arno, en Florencia (Italia), entre el casco antiguo y el barrio de Oltrarno. Fue el segundo que se construyó después del Puente Viejo y su nombre fue, de hecho, Puente Nuevo.

## Historia
Las primeras noticias de la fecha de construcción lo datan como posterior a 1218: el primer puente de madera fue destruido por una inundación en 1274. Fue reconstruido en poco tiempo, pero en 1304 volvió a derrumbarse de nuevo por el peso de la multitud que lo cruzó con el fin de asistir a un espectáculo en el río.
Después de la inundación de 1333 fue el primer puente en ser reconstruido, al parecer con un proyecto de Giotto. Dañado de nuevo en 1557, fue nuevamente levantado por Cosme I de Médici, que encargó la obra a Bartolomeo Ammannati, que en ese momento estaba trabajando en el Puente Santa Trinidad. Al final del siglo XIX fue ampliado para permitir una transición más suave que permitiera el paso de los carros y carruajes.
Como todos los puentes de Florencia durante la Segunda Guerra Mundial, fue volado por los nazis en su retirada de Italia para impedir el paso de las tropas aliadas. En 1948 fue reconstruido de nuevo, tal y como se ve ahora, manteniendo la estructura del antiguo proyecto de cinco arcos del arquitecto Ettore Fagiuoli.

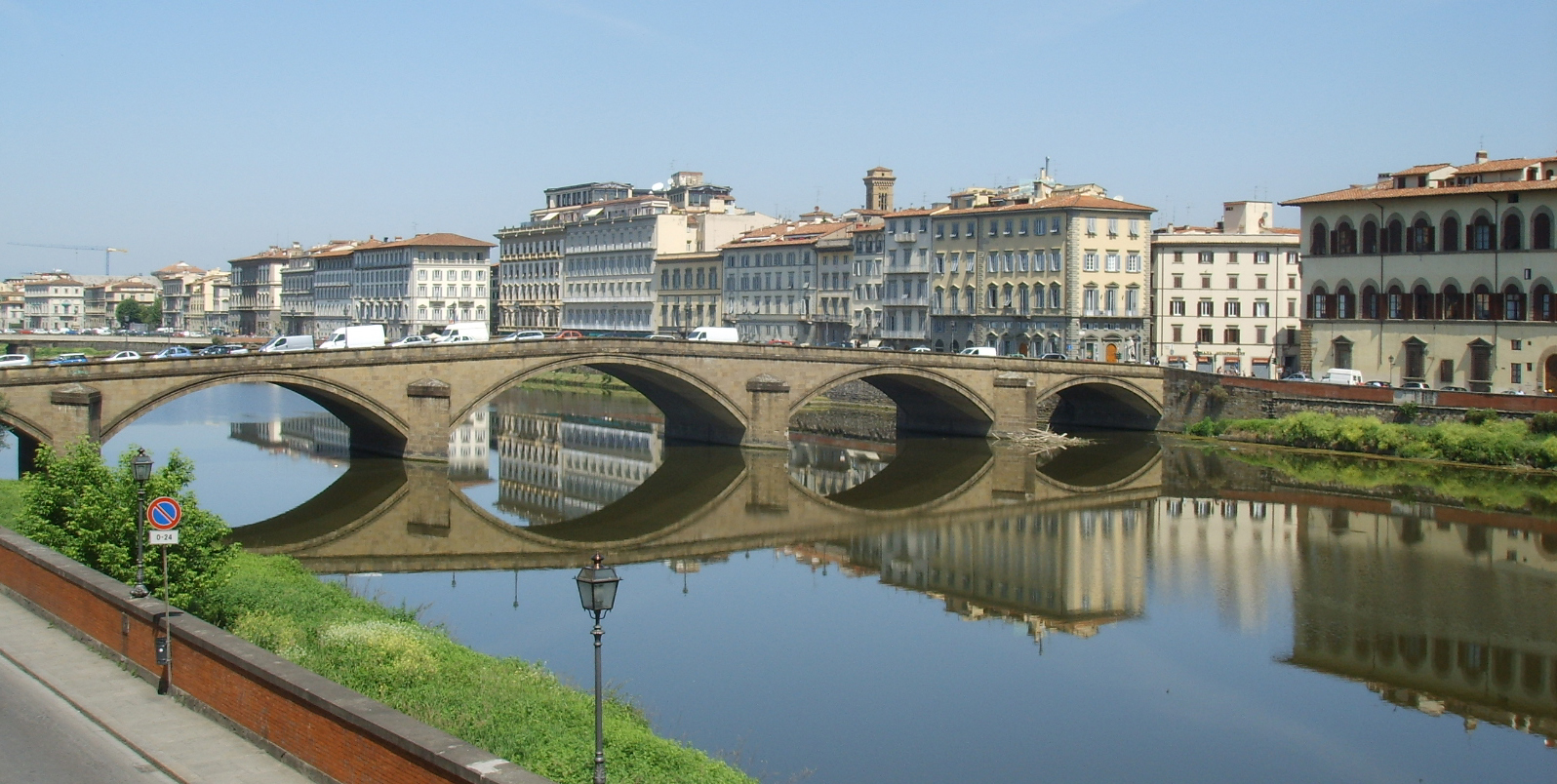
Puente Carraia.